# Ktistádes
Ktistádes är en ort i Grekland.   Den ligger i prefekturen Nomós Ártas och regionen Epirus, i den centrala delen av landet, 280 km nordväst om huvudstaden Aten. Ktistádes ligger 749 meter över havet och antalet invånare är 413.
Terrängen runt Ktistádes är bergig österut, men västerut är den kuperad. Terrängen runt Ktistádes sluttar västerut. Runt Ktistádes är det glesbefolkat, med 15 invånare per kvadratkilometer. Närmaste större samhälle är Prámanta, 3,0 km nordost om Ktistádes. Trakten runt Ktistádes består till största delen av jordbruksmark.